# Fritz Jacobson
Fritz Jacobson, född 17 mars 1863 i Yllestads socken i Skaraborgs län, död 29 juni 1928 i Brooklyn, New York, var en svenskamerikansk pastor, kyrkoledare och filosofihistoriker. Han innehade flera viktiga roller inom Augustanasynoden.

## Biografi
Jacobson emigrerade till USA 1870 tillsammans med sin mor Maria och två syskon. Fadern Josef hade emigrerat redan året innan. Han skrevs in vid Augustana College i Rock Island, Illinois 1878 och tog examen därifrån 1885. Under studietiden spelade han trombon i studentorkestern, som startades av hans bror Henning.

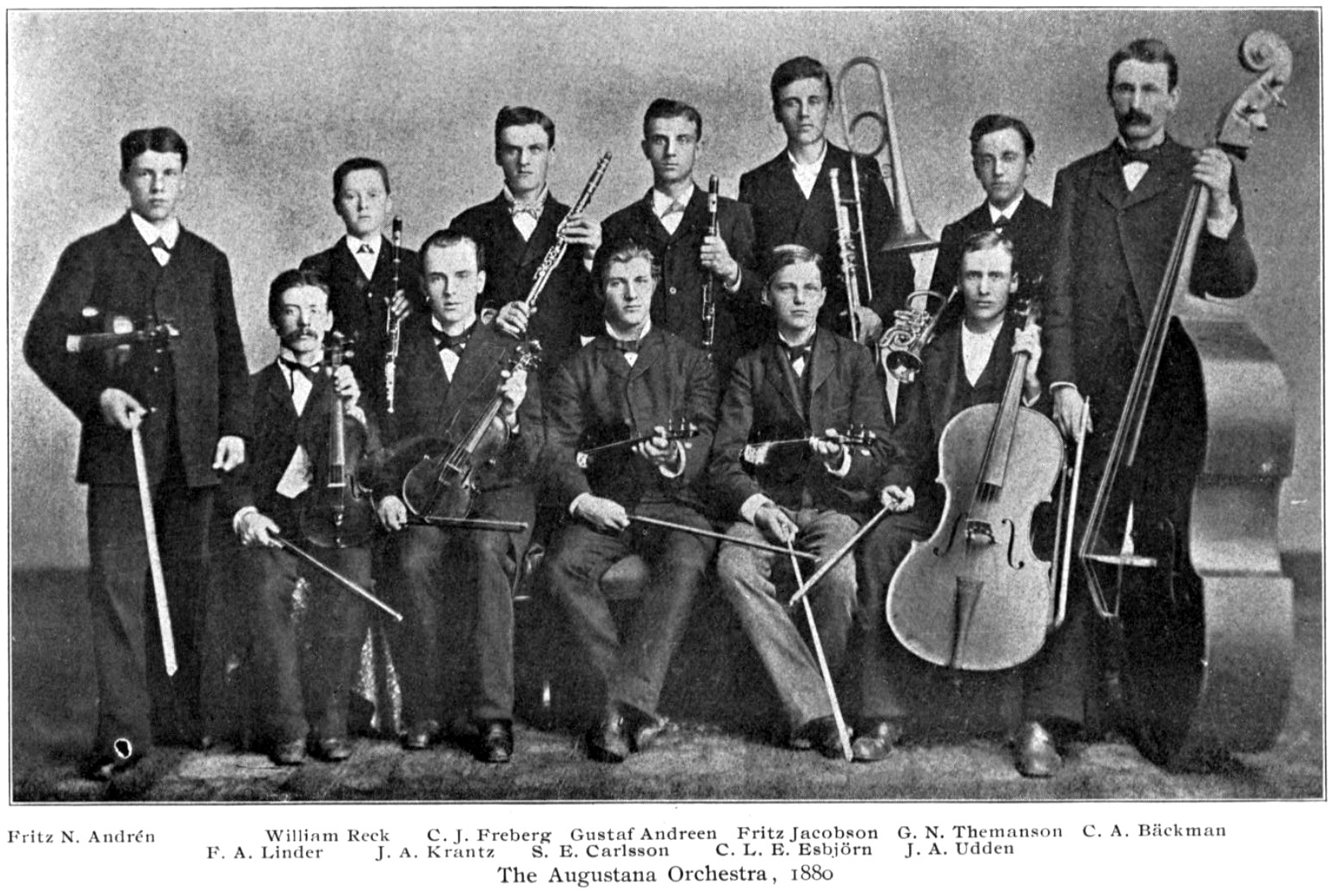
Studentorketern vid Augustana College 1880 med Fritz Jacobson på trombon (övre raden, tredje från höger).

Efter examen flyttade han till Geneva, Illinois där han förestod den svenska församlingen. Samtidigt studerade han vid Wheaton College med målet att ta en examen som gav tillträde till amerikanska universitet, något som vid den tidpunkten inte var möjligt med en examen från Augustana. I september 1886 hade Jacobson uppnått det målet och skrevs in vid Yale i New Haven, Connecticut.
Jacobson promoverades till filosofie doktor vid Yale 1889. Han blev därmed den förste studenten från ett svenskamerikanskt lärosäte att erövra den graden. I avhandlingen med titeln A sketch of the development of speculative thought in Sweden introducerade han svensk filosofi till en amerikansk publik. Utöver filosofi hade han vid Yale även studerat de semitiska språken arabiska, hebreiska och arameiska. Förutom svenska och engelska behärskade han dessutom tyska, franska, latin och grekiska.
Efter doktorsexamen sökte sig Jacobson till prästseminariet vid Augustana College och blev prästvigd i Jamestown, New York den 22 juni 1890. Därefter var han pastor för svenska församlingen i New Haven från 1890 till 1892. Han anställdes som lärare (lecturer) i filosofihistoria vid Yale 1891 och behöll den positionen till 1893. År 1892 kallades han till Brooklyn, New York för att ta över som pastor för svenska lutherska Bethlehemsförsamlingen där. Han förestod församlingen fram till sin död 1928. Jacobson var en tid under 1890-talet sekreterare för New York-konferensen inom Augustanasynoden och senare dess president mellan 1909 och 1913. Han var en av stiftarna till Upsala College och var ledamot av dess styrelse.
I samband med Augustanasynodens 50-årsjubileum 1910 utsågs Jacobson tillsammans med andra framstående personer inom synoden till riddare av Nordstjärneorden.
Fritz Jacobson gifte sig 1887 med Othilia Halland, dotter till pastor Bengt Magnus Halland. De fick nio barn. Tillsammans med sin svåger Luther Halland var Jacobson drivande bakom grundandet av det som idag är Hallandale Beach, Florida, med namn efter svärfadern. Hans bror Henning Jacobson var pastor i Cambridge, Massachusetts.